# Cekcyn (gromada)
Cekcyn – dawna gromada, czyli najmniejsza jednostka podziału terytorialnego Polskiej Rzeczypospolitej Ludowej w latach 1954–1972.
Gromady, z gromadzkimi radami narodowymi (GRN) jako organami władzy najniższego stopnia na wsi, funkcjonowały od reformy reorganizującej administrację wiejską przeprowadzonej jesienią 1954 do momentu ich zniesienia z dniem 1 stycznia 1973, tym samym wypierając organizację gminną w latach 1954–1972.
Gromadę Cekcyn z siedzibą GRN w Cekcynie utworzono – jako jedną z 8759 gromad na obszarze Polski – w powiecie tucholskim w woj. bydgoskim, na mocy uchwały nr 24/15 WRN w Bydgoszczy z dnia 5 października 1954. W skład jednostki weszły obszary dotychczasowych gromad Cekcyn i Ostrowo ze zniesionej gminy Cekcyn oraz część obszarów leśnych o powierzchni 33,30 km² z dotychczasowej gromady Świt ze zniesionej gminy Tuchola w tymże powiecie. Dla gromady ustalono 19 członków gromadzkiej rady narodowej.
1 stycznia 1959 do gromady Cekcyn włączono obszar zniesionej gromady Zalesie w tymże powiecie.
1 stycznia 1969 do gromady Cekcyn włączono sołectwa Iwiec, Wysoka i Lisiny ze zniesionej gromady Wysoka w tymże powiecie; z gromady Cekcyn wyłączono natomiast obszar gruntów o ogólnej powierzchni 31,28 ha, włączając go do gromady Bysław w tymże powiecie.
1 stycznia 1972 gromadę Cekcyn połączono z gromadą Małe Gacno, tworząc z ich obszarów gromadę Cekcyn z siedzibą Gromadzkiej Rady Narodowej w Cekcynie w tymże powiecie (de facto gromadę Małe Gacno zniesiono, włączając jej obszar do gromady Cekcyn).
Gromada przetrwała do końca 1972 roku, czyli do kolejnej reformy gminnej. 1 stycznia 1973 w powiecie tucholskim reaktywowano gminę Cekcyn.